# Giuseppe Wulz
Giuseppe Wulz, né le 17 mars 1843 à Cave del Predil, un hameau de Tarvisio dans la province d'Udine, et mort à Trieste le 14 mars 1918, est un photographe italien actif à Trieste, qui s'est consacré au portrait et à la photographie de paysage.

## Biographie
Giuseppe Wulz est le fils de Lucas Poppodi, ouvrier dans les mines de plomb et de zinc de Cave del Predil, et de Susanna Welitznig, fille de Johann Welitznig, ouvrier, et de son épouse Renata Wulz.
La mère de Giuseppe Wulz, veuve, s'installe à Trieste au début des années 1850 ; l'enfant prend le nom de sa grand-mère maternelle.  Wulz commence en 1860 un apprentissage auprès du photographe Wilhelm Friedrich Engel (1824-1891), originaire de Fulda, premier photographe professionnel à s'être établi dans la ville en 1857 et qui y dirigeait également un atelier de photographie appartenant à la 3e section de la compagnie maritime du Lloyds autrichien, installé dans le palazzo del Tergesteo.
Engel quitte Trieste en 1868 et Wulz reprend avec Luigi Boccalini, un autre apprenti d'Engel, son atelier sur la piazza della Borsa 10, au troisième étage, sous le nom d'Allievi di G. Engel G. Wulz e L. Boccalini ; l'atelier réalise des portraits, notamment ceux d'Arturo Toscanini, Hans Richter, Richard Strauss et Johannes Brahms à l'occasion de leurs visites ou représentations à Trieste.
Le 22 août 1872, à l'âge de 29 ans, Wulz épouse, dans la cathédrale San Giusto, Anna Saje, une couturière de 31 ans, originaire du village Mačji Dol en Slovénie, ; leur premier fils Carlo naît en 1874 ; trois autres fils suivront, Vittorio, Guglielmo et Antonio.
En 1874 Wulz se sépare de Boccalini et en janvier 1875, il installe son atelier Stabilimento fotografico G. Wulz – Allievo di G. Engel au 9 via Corso, au troisième et quatrième étage, et y travaillera jusqu'en 1890 ; son atelier est un des points de rencontre du Trieste culturel qu'il fréquente, comme les peintres Giuseppe Barison (it), Pietro Fragiacomo et Umberto Veruda (it). 
Wulz est photographe-portraitiste et se consacre également à la photographie de paysage ; il documente le développement rapide de Trieste dans la deuxième moitié du XIXe siècle avec plusieurs vues de la ville ; entre 1885 et 1890, il reçoit une commande du Lloyds autrichien et photographie dans la baie au large de Muggia son parc de navires en 72 gros plans sur plaques photographiques.
Wulz a utilisé toutes les nouvelles techniques d'impression : de celle au collodion, il passe à l'albumine et, à partir de 1880, à l'impression à la gélatine. 
En 1891, Wulz installe son « Stabilmento fotografico Wulz » au dernier étage du Palazzo Hierschl, via del Corso 19,.
Giuseppe Wulz cesse son activité en juin 1914 et transmet son entreprise à son fils aîné Carlo (1874-1928), qui travaillait déjà avec lui. Il meurt le 14 mars 1918 et est inhumé au cimetière di Sant'Anna (it).
Les filles de Carlo Wulz, Marion et Wanda, proches des mouvements surréaliste et futuriste, ont continué à diriger l'atelier jusqu'en 1981, date à laquelle elles cèdent l'ensemble de l'œuvre photographique de Giuseppe Wulz au Museo di storia della fotografia Fratelli Alinari à Florence.

## Collections
- Museo di storia della fotografia Fratelli Alinari à Florence[6].

## Expositions
- mai - juin 1927 : Carlo Wulz organise une exposition des œuvres de son père au Civico Museo di Storia ed Arte de Trieste, comprenant près de trois cents photographies[7].
- 18 février - 24 mars 1986 : Visages, paysages, Tour Eiffel, Paris : avec des photographies de Giuseppe, Carlo, Wanda et Marion Wulz ; exposition organisée dans le cadre de la manifestation culturelle parisienne sur la ville de Trieste Trouver Trieste[8],[9].
- 1989 : La Trieste dei Wulz : volti di una storia. Fotografie 1860-1980, Palazzo Costanzi, Trieste[5].

## Galerie

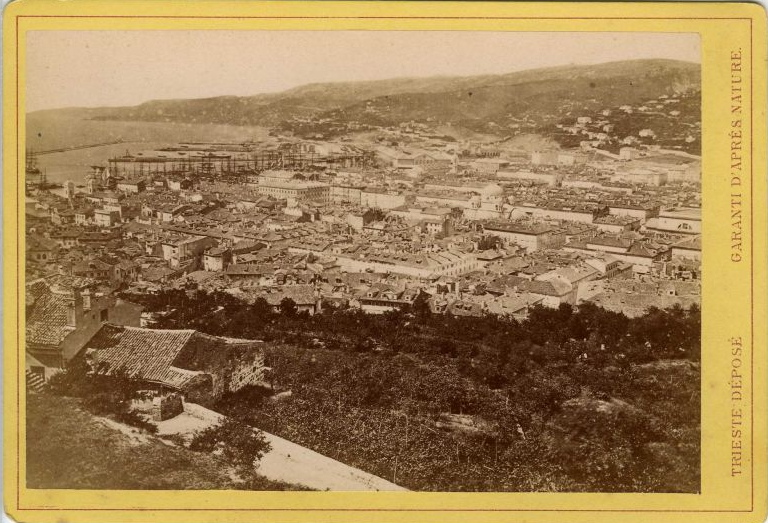
Vue de Trieste.
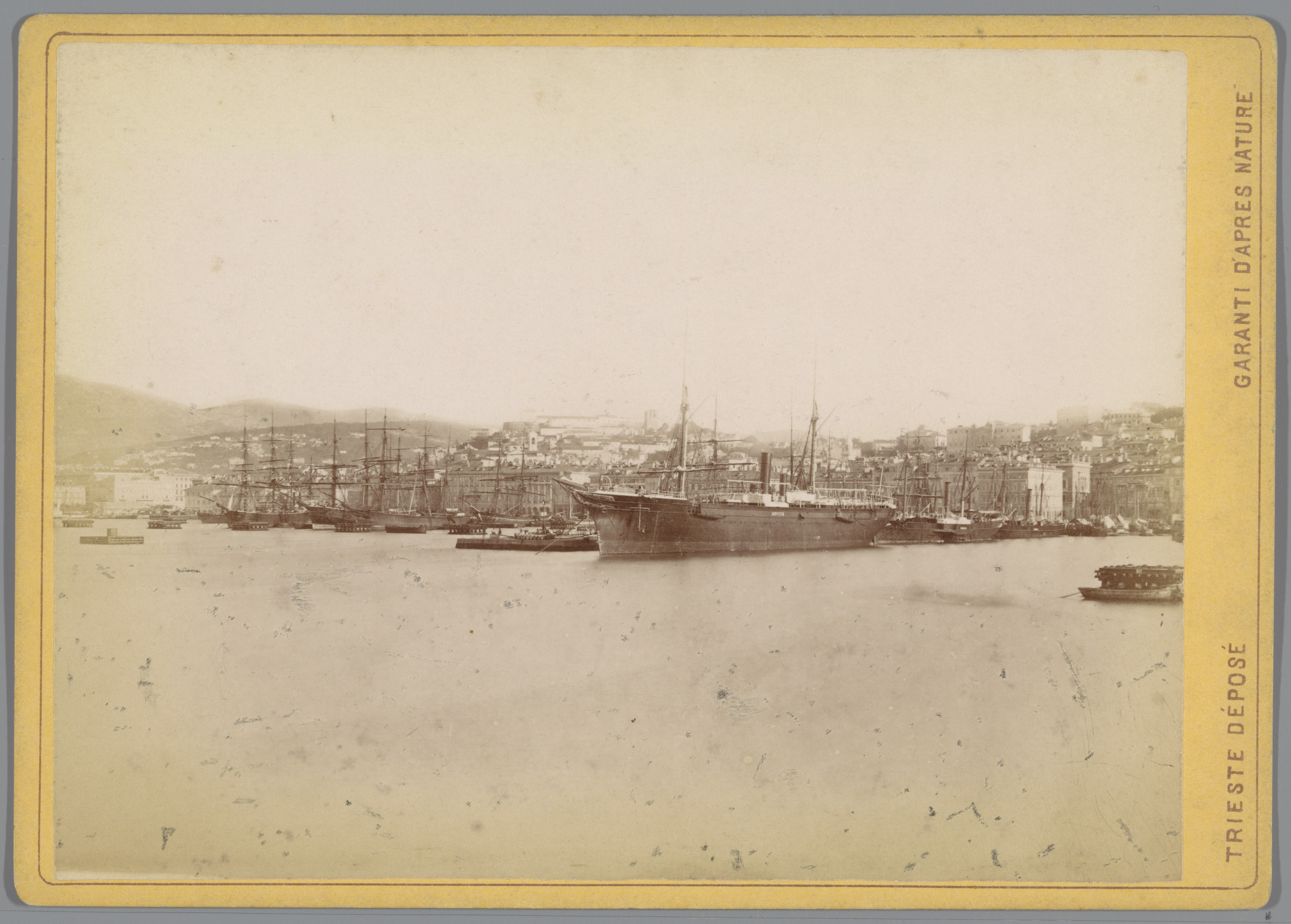
Vue du port de Trieste.
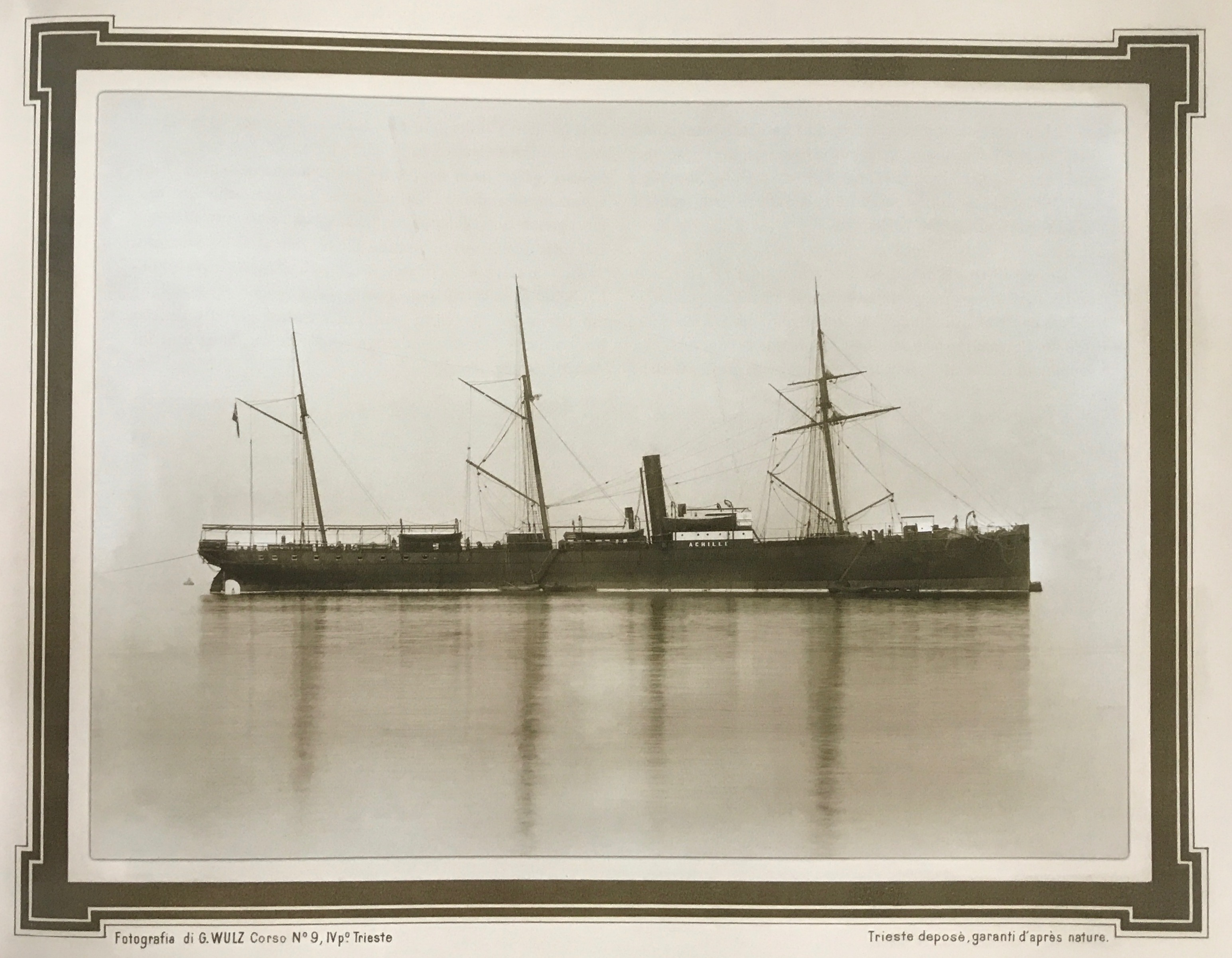
Le navire SS Achille de la compagnie maritime Lloyds autrichien, vers 1895.
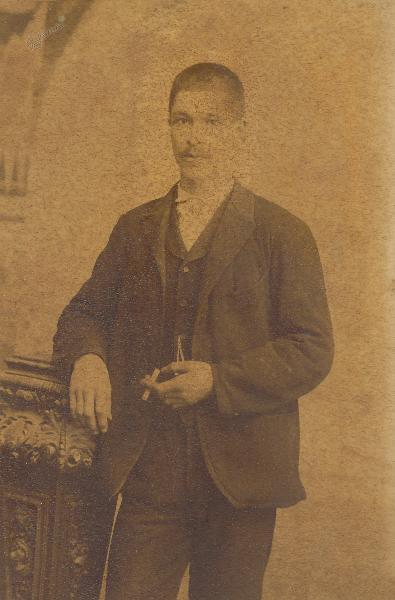
Josip Trebec.